# Giorno di Ciro il Grande
Il giorno di Ciro il Grande (in persiano روز کوروش بزرگ‎, ruz-e kuroš-e bozorg) è una festa iraniana non ufficiale che si svolge il settimo giorno di Aban, l'ottavo mese del calendario solare Hijri (29 ottobre nel calendario gregoriano), per commemorare Ciro il Grande, il fondatore dell'antico impero persiano achemenide.
La festa consiste principalmente in raduni presso la tomba di Ciro a Pasargade, nella provincia di Fars. Nell'ottobre 2021 la polizia iraniana ha vietato alle persone di visitare il mausoleo.

## Storia dell'osservanza
Il giorno di Ciro il Grande è una tradizione inventata introdotta nei primi anni 2000 su Internet e sui social network. Sulla base di alcuni documenti storici, il 29 ottobre fu il giorno in cui Ciro entrò a Babilonia dopo che l'Impero neo-babilonese era caduto in mano ai persiani achemenidi nella battaglia di Opis. La festa è osservata da nazionalisti e monarchici iraniani per rendere omaggio alla storia preislamica dell'Iran.
Le celebrazioni non sono ufficiali e la festa non è indicata in nessun calendario ufficiale, né nei calendari iraniani né in quelli dell'UNESCO. Ci sono state richieste al governo iraniano di riconoscere la giornata a livello ufficiale Nel 2017 Bahram Parsaei, il rappresentante del distretto elettorale di Shiraz nel parlamento iraniano, ha apertamente espresso la richiesta che lo Stato riconosca e osservi la festa.

## 2016 - Ciro la Grande Rivolta

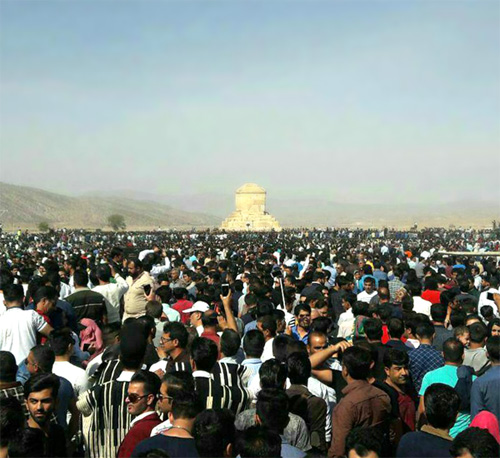
Incontri a Pasargade il 28 ottobre 2016

Nel 2016, la festa è caduta il 28 ottobre (a causa della sovrapposizione degli anni bisestili nei calendari iraniano e gregoriano) e di venerdì (giorno ufficiale del fine settimana in Iran per il suo significato islamico). Di conseguenza, la tomba di Ciro a Pasargade ha attirato migliaia di persone da tutto il paese che hanno celebrato la giornata e cantato slogan nazionalisti. Nomadi, tribù e minoranze etniche, inclusi curdi e arabi iraniani, erano presenti alle celebrazioni nei loro tradizionali abiti etnici. La partecipazione è stata senza precedenti secondo gli spettatori e, secondo quanto riferito, le strade che portano alla tomba hanno visto un grande ingorgo.
Una stima non ufficiale del 2017 mette la cifra di presenza tra 15.000 e 20.000 persone.

### Proteste
I raduni alla fine si sono trasformati in proteste contro la teocrazia islamica al potere. Secondo quanto riferito, i manifestanti iraniani hanno cantato "Niente Gaza, niente Palestina, ci sacrificheremo solo per l'Iran!", "L'Iran è la nostra patria; Ciro è nostro padre" e "Il governo clericale è sinonimo solo di tirannia, solo di guerra", così come "La libertà di pensiero non può aver luogo con la barba" erano tra gli slogan dei video amatoriali che divennero virali sui social.
Secondo la Reuters, i manifestanti hanno gridato slogan anti-arabi e filo-Shah. Un funzionario della magistratura ha affermato che gli organizzatori dell'evento sono stati arrestati.

## Repressione del governo del 2017
Nell'ottobre 2017 è stata pubblicata e diffusa sui social media una dichiarazione ufficiale delle autorità locali del Ministero per i beni culturali, l'artigianato e il turismo della provincia di Fars, in cui si dichiarava che la Tomba di Ciro sarebbe stata chiusa al pubblico iraniano tra il 27 e il 30 ottobre 2017. Tuttavia, il direttore del ministero ha ufficialmente smentito che nei giorni precedenti le vacanze fossero stati fatti piani per la chiusura della tomba.
Successivamente, tutte le strade che portano allo Shahrestān di Pasargad sono state chiuse dalle autorità iraniane, motivando la chiusura a causa di "lavori in corso". Sono state erette recinzioni intorno al mausoleo di Pasargade e le truppe paramilitari Basij sono state di stanza nella regione per tenere un'esercitazione. Il portavoce della magistratura iraniana ha affermato che il Ministero delle informazioni e della sicurezza nazionale aveva interrotto i piani per il "raduno illegale" in occasione del giorno di Ciro il Grande.